# 月曜社
有限会社月曜社（げつようしゃ、英文社名：Getsuyosha Limited.）は、東京都調布市に本社を置く日本の出版社。　
2000年12月7日に設立。主にイタリア現代思想、カルチュラル・スタディーズ、美術関係の本を出版している。取締役の小林浩はインターネットを主に、様々な場所で文章を発表している。